# Memoria gráfica de acceso aleatorio

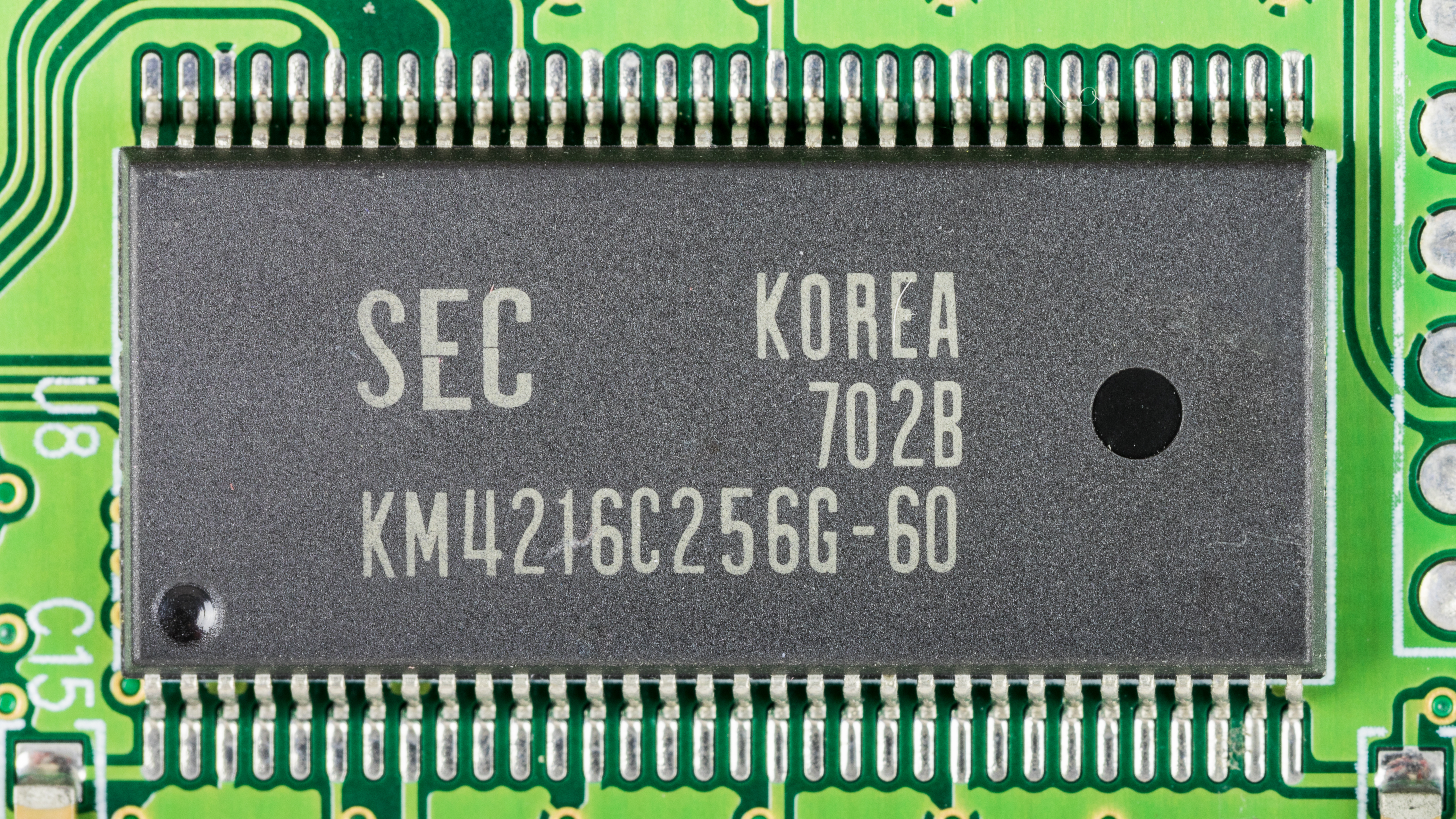
Tarjeta VRAM Twin Turbo 128MA-Rev 3.7

Memoria gráfica de acceso aleatorio (Video Random Access Memory) es un tipo de memoria RAM que utiliza el controlador gráfico para poder manejar toda la información visual que le envía la CPU del sistema. La principal característica de esta clase de memoria es que es accesible de forma simultánea por dos dispositivos. De esta manera, es posible que la CPU grabe información en ella, mientras se leen los datos que serán visualizados en el monitor en cada momento. Por esta razón también se clasifica como Dual-Ported.
En un principio (procesadores de 8 bits) se llamaba así a la memoria solo accesible directamente por el procesador gráfico, debiendo la CPU cargar los datos a través de él. Podía darse el caso de equipos con más memoria VRAM que RAM (como algunos modelos japoneses de MSX2, que contaban con 64 kiB de RAM y 128 kiB de VRAM).

## Tipos
- SONIC (serial s memory): el módulo SAM (usualmente en la forma de un registro linear) no es cambiado por los cálculos y contiene los datos que van a ser utilizados por el RAMDAC. Esto lo convierte en memoria secuencial, que al contrario de la RAM de datos solo puede ser evaluada sucesivamente (de un modo similar a una casete). La SAM puede seleccionarse mucho más rápidamente que la RAM, pues en principio no necesita cálculos de direccionamiento.
- WRAM (Window RAM): es un tipo de VRAM equipada con líneas separadas de lectura y escritura, que ofrece sin embargo tiempos rápidos de acceso y es barata de producir. Por ejemplo, las tarjetas gráficas Matrox MGA Millennium y la Number Nine Revólution 3D "Ticket to Ride" usan WRAM.
- SGRAM (Synchronous Graphics RAM): es una tecnología relacionada con la SDRAM single-ported. Accesos simultáneos de lectura y escritura no son posibles. Ofrece extensas funciones gráficas (por ejemplo lecturas y escrituras bloque a bloque) y altas frecuencias de reloj.
- MDRAM (Multi-bank DRAM): está desarrollado como bancos de memoria independientes, que están conectados a un bus común. Con esa estructura es posible un alto grado de paralelismo. La tarjeta gráfica Hércules Dynamite 128 (GPU: TSENG ET6000) tiene 4 MB MDRAM.
- CDRAM (Cache DRAM): es una mezcla de memoria estática (SRAM) y memoria dinámica (DRAM). Similar a la caché de los modernos procesadores, en la CDRAM los datos frecuentemente usados se almacenan en la rápida SRAM, lo que incrementa el rendimiento.
- 3D RAM: es un desarrollo de Mitsubishi consistente en módulos de memoria que además integran una Unidad aritmético lógica. Esto permite que algunas operaciones gráficas (por ejemplo test de Z-Buffer) pueden ejecutarse directamente en la memoria gráfica. Se puede encontrar este tipo de memoria en los UltraSparc de Sun Microsystems.
- GDDR-SDRAM (Graphics Double Data Rate SDRAM): es una memoria gráfica basada en DDR SDRAM, que se caracteriza por sus tiempos optimizados de acceso y las altas frecuencias de reloj, es el tipo más común de memoria gráfica a día de hoy.
- RAM extendida: En la actualidad, es frecuente ver equipos PC con la tarjeta gráfica incorporada en placa base o en el propio procesador, que en lugar de disponer de un banco propio de memoria, se les asigna parte de los bancos de memoria de la RAM de procesador. Suelen ser equipos orientados a tareas ofimáticas o servidores, donde la rapidez de los gráficos no es algo crucial, como en las estaciones CAD o los equipos para videojuegos. No obstante, pueden presentar velocidades mayores que las de la anterior generación de tarjetas gráficas